# Domenico Bruschi (botanico)
Domenico Bruschi (Perugia, 7 marzo 1787 – 1863) è stato un botanico, avvocato e medico italiano.

## Biografia
Nacque dall'avvocato Silvestro Bruschi e da Maria Moriconi Fazj, ricchi genitori che contribuirono alla sua educazione e ai suoi percorsi di studio che lo portarono a diventare in giovane età professore all'Università di diritto civile, istituzioni giustinianee e giurisprudenza criminale. Nel 1805 si laureò in filosofia e medicina.
Si recò successivamente a Firenze per perfezionarsi in botanica, fisica e chimica e per un breve periodo fu medico condotto in Umbria. Diventò quindi professore all'Università di Benevento e poi a Perugia.
Trasformò l'orto degli Olivetani, che si trovava nell'Università, in un giardino botanico e raccolse un Erbario, andato perso, di 4000 piante.
Durante l'epidemia del 1816-1817 tornò a praticare la medicina per assistere i malati. Nel 1824 fondò la rivista Repertorio medico-chirurgico.
Nel 1826 fu colpito da una encefalite che gli causò la perdita della vista a soli 39 anni. Scrisse nel 1828 Istituzioni di Materia Medica, opera che gli dette fama tanto da essere ripetutamente stampata e da fargli assegnare un premio di 100 scudi da papa Gregorio XVI.
Ebbe due figli: Alessandro e Carlo Bruschi, che fu militare combattente durante il Risorgimento. Morì nel 1863.

## Opere
- Erbario[3]
- Repertorio medico-chirurgico (1824)[3] Opera periódica volumi 4, presso Garbinesi e Santucci. Prestigioso Giornale di cui il Bruschi era direttore.
- Istituzioni di Materia Medica (1828)[3] Volumi IV. Perugia presso Bartelli e Costantini
- Corso d'istituzioni botaniche[4]